# Reijnier Vinkeleskade
De Reijnier Vinkeleskade is een straat in de wijk Museumkwartier, Zuid.

## Geschiedenis en ligging
Ze kreeg per raadsbesluit van 18 januari 1919 haar naam, een vernoeming naar de Nederlandse tekenaar en graveur Reinier Vinkeles (1741 - 1816).
De kade ligt op een deel van de noordelijke oever van het Noorder Amstelkanaal. Tussen de straat en de oever ligt over de volle lengte een groenstrook. De Vinkeleskade begint daar waar de Stadionweg het kanaal oversteekt middels brug 405 (Mozartbrug). De straat loopt vervolgens westwaarts, kruist halverwege de verkeersader J.M. Coenenstraat - Timo Smeehuijzenbrug – Beethovenstraat, alwaar ook de trams 5 en 24 rijden. Ze eindigt op de Cornelis Schuytstraat met de Isaac Israëlsbrug.
Aan de overzijde van de kade bevindt zich aan het beginstuk de Mozartkade, het grootste gedeelte van de overzijde bestaat uit de achterkant van woningen aan de Apollolaan en Dijsselhofplantsoen.
Op nummer 76 werd op 4 maart 1929 de dirigent Bernard Haitink geboren.
In april 2009 was de Reijnier Vinkeleskade in het lokale nieuws door protest van boze bewoners. Zij ergerden zich aan de wildgroei van bootjes in het kanaal langs de kade en beweren dat de bootjes voor overlast en vernieling van de oeverkant zorgen. Door de bevestiging van een kabel om een bootje vast te leggen zou een 70 jaar oude treurwilg zijn bezweken. Het toenmalige stadsdeel Oud-Zuid liet in een reactie weten regelgeving voor te bereiden om het 'wildparkeren' van boten in het stadsdeel tegen te gaan. In september 2009 is er mede op grond van een buurtactie tegen wildparkeren, afmeerbeleid aangenomen door het stadsdeel waardoor het grootste deel van de kade bootjesvrij werd.

## Gebouwen
De straat heeft een doorlopende nummering van even en oneven nummers naast elkaar. Nummers 6, 49-52 en 63 ontbreken. Op de plaats waar huisnummers 49-52 zouden moeten staan, ligt een klein naamloos plantsoen. Verreweg het grootste deel van de gebouwen heeft als bestemming woonhuis, al zullen er ook kantoor- en praktijkruimten zijn. Daartussen staan twee relatief grote gebouwen waarin scholen gevestigd zijn, het Fons Vitae Lyceum op nummer 53 en het Joke Smit College op nummer 62. Voor de bouwstijl geldt eigenlijk hetzelfde; het merendeel is opgetrokken in de bouwstijl van een verstrakte stijl binnen de Amsterdamse Stijl.
Markante gebouwen
| Object                      | Bouwperiode  | Monumentenstatus      | Omschrijving | Afbeelding |
| --------------------------- | ------------ | --------------------- | --- | ---------- |
| Reijnier Vinkeleskade 1-5   | 1920-1923    | rijksmonument 527815  | Architecten: Jop van Epen en Meindert Lippits Een groot woonblok met etagewoningen gebouwd in opdracht van Woningbouwvereniging Samenwerking dat zich uitstrekt over Hobbemakade 94-119, Cornelis van der Lindenstraat 1-37 en Gerard Terborgstraat 1-37 |            |
| Reijnier Vinkeleskade 7-30  | 1920-1923    | rijksmonument 527813  | Architecten: Jop van Epen en Meinder Lippits Een groot woonblok met etagewoningen gebouwd in opdracht van Woningbouwvereniging Samenwerking dat zich uitstrekt over Harmoniehof 40-63. Cornelis van der Lindernstraat 16-24, Daniël de Langestraat 11-19 |            |
| Reijnier Vinkeleskade 31-48 | 1920-1923    | rijksmonument 527817  | Architecten: Jop van Epen en Meinder Lippits Een groot woonblok gebouwd in opdracht van Woningbouwvereniging Samenwerking dat zich uitstrekt over Harmoniehof 32-39. Daniël de Langestraat 12-14, J.M. Coenenstraat 21- 32. |            |
| Reijnier Vinkeleskade 53    | 1924-1925    | geen                  | Architect Petrus Bernardus Maria Hendrix Schoolgebouw (Katholieke HBS voor meisjes) met internaat (40 meisjes), zusterhuis (voor onderwijzeressen) en kapel. Internaat, zusterhuis en kapel gingen op in de school, gebouw werd diverse keren verbouwd. In 1968 werd het een gemengde school. |            |
| Reijnier Vinkeleskade 54-61 | 1920-1923    | geen                  | Architecten: Th.J. Hendrik en W. Springer |            |
| Reijnier Vinkeleskade 62    | 1925-1926    | gemeentelijk monument | Architect Dienst der Publieke Werken. Deze dienst werkte als collectief waardoor de desbetreffende architect vaak achteraf moest worden ingevuld; men vermoedt dat Nicolaas Lansdorp en Allard Remco Hulshoff verantwoordelijk zijn voor deze school. Interieur werd ontworpen door Ad Grimmon. Het was oorspronkelijk het Gemeentelijk Lyceum voor Meisjes, werd later een gemengde school, maar ging op in de Gerrit van der Veenschool. In 1984 werd in het gebouw een school voor Voortgezet algemeen volwassenenonderwijs gevestigd, onder de naam Joke Smit College, dat een onderdeel is van ROC van Amsterdam. De opvallende middenpartij met licht wijkende gevel bevat beeldhouwwerk van Hildo Krop en de vorm van “Arbeid” en “Vrije tijd”. Ook het interieur is kunstzinnig met paneeldeuren natuurstenen en granitovloeren en glas-in-loodramen en schilderijen van Maria Hubrecht |            |
| Reijnier Vinkeleskade 64-67 | 1920-1923    | geen                  | Architecten: Th.J. Hendriks en W. Springer |            |
| Reijnier Vinkeleskade 68-70 | 1920-1923    | geen                  | Architect: A.L.F. Rietbergen |            |
| Reijnier Vinkeleskade 71    | 1920-1923    | geen                  | Architect: Nicolaas Lansdorp |            |
| Reijnier Vinkeleskade 72-82 | 1925 (circa) | rijksmonument 506018  | Architect: Gerrit Jan Rutgers Luxere etagewoningen gebouwd voor particuliere opdrachtgevers waarvan een deel afgebeeld. |            |

## Kunst
Deze bouwstijl bracht met zich mee dat in de gevels van enkele panden beeldhouwwerken zijn verwerkt. Andere uitingen van kunst in de openbare ruimte is er niet te vinden. De beelden:
- Reijnier Vinkeleskade 53: abstract beeldhouwwerk, kunstenaar onbekend
- Reijnier Vinkeleskade 62: zes gevelstenen van Hildo Krop (1926, graniet), waarvan twee een mensfiguur laten zien die overgaat in een boom
- Reijnier Vinkeleskade 62: tableau van Gerard Westerman (1936)
- Reijnier Vinkeleskade 82: twee gevelstenen van onbekend kunstenaar, vermoedelijk Theo Vos

### Kunst met foto’s

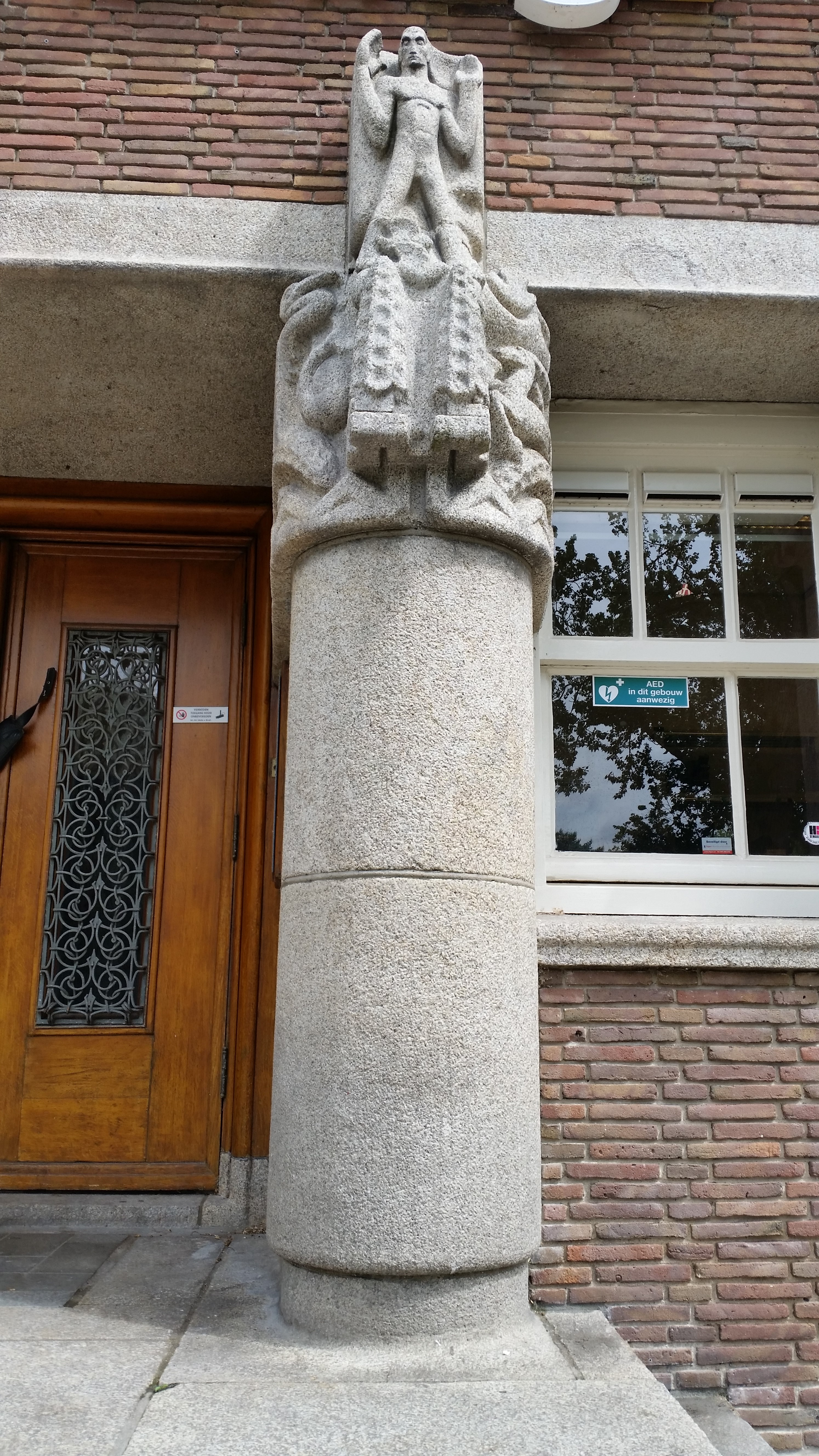
Huisnummer 62: Vrije tijd van Hildo Krop (1926, graniet)
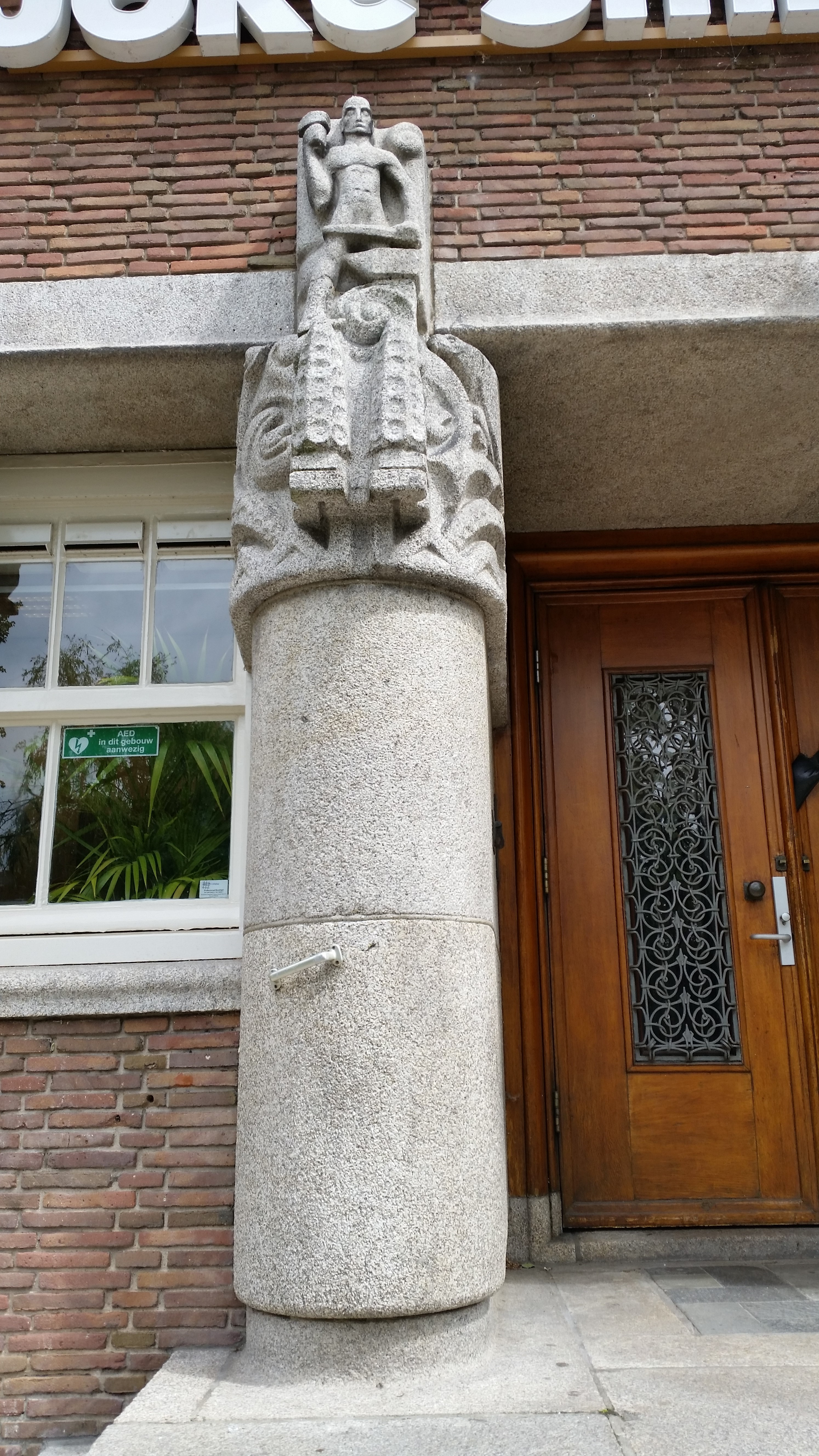
Huisnummer 62: Arbeid van Hildo Krop (1926, graniet)
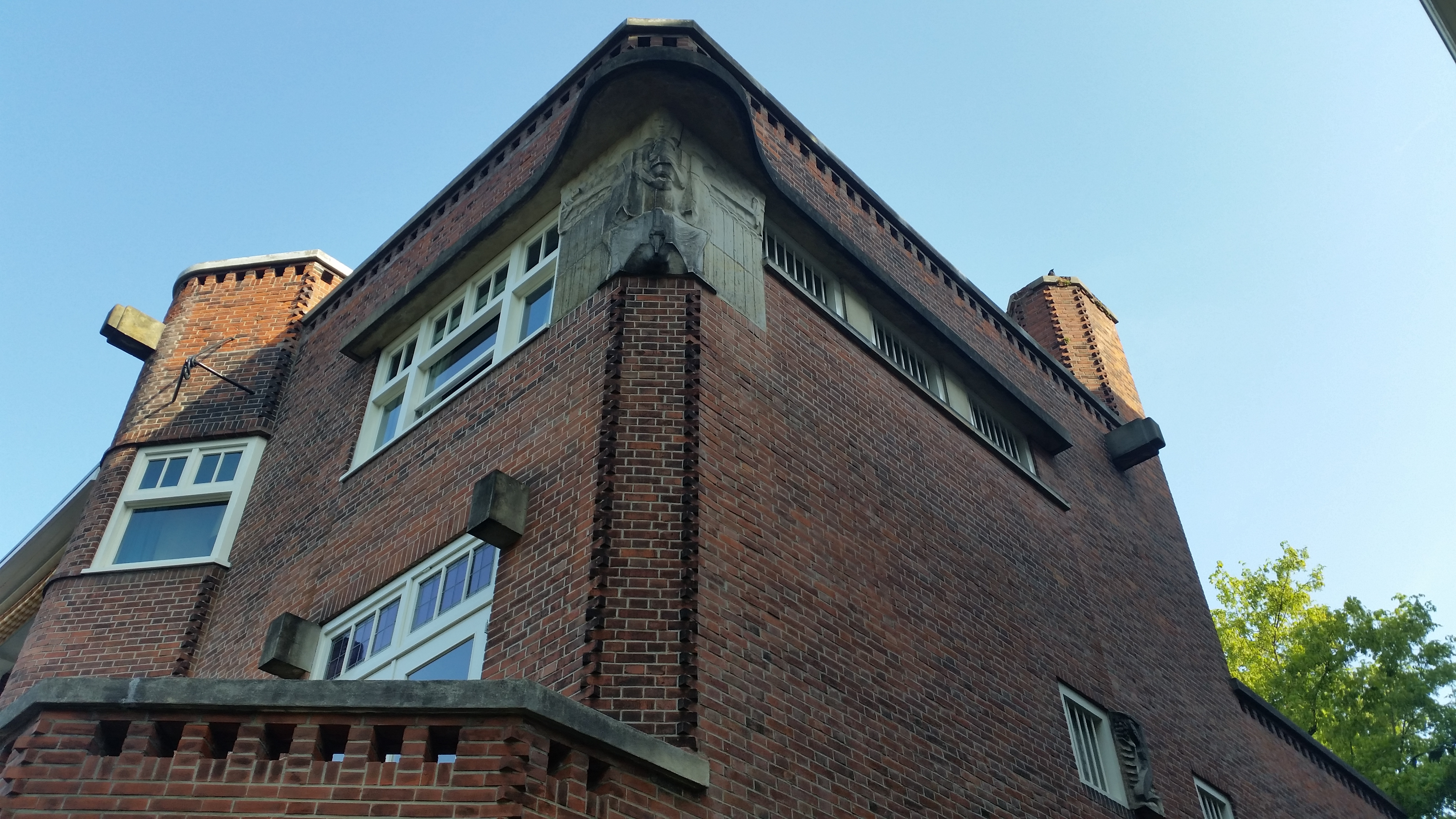
huisnummer 72: twee beeldhouwwerken Vrouw met kameleon op de arm en vrouw met kind; kunstenaar onbekend
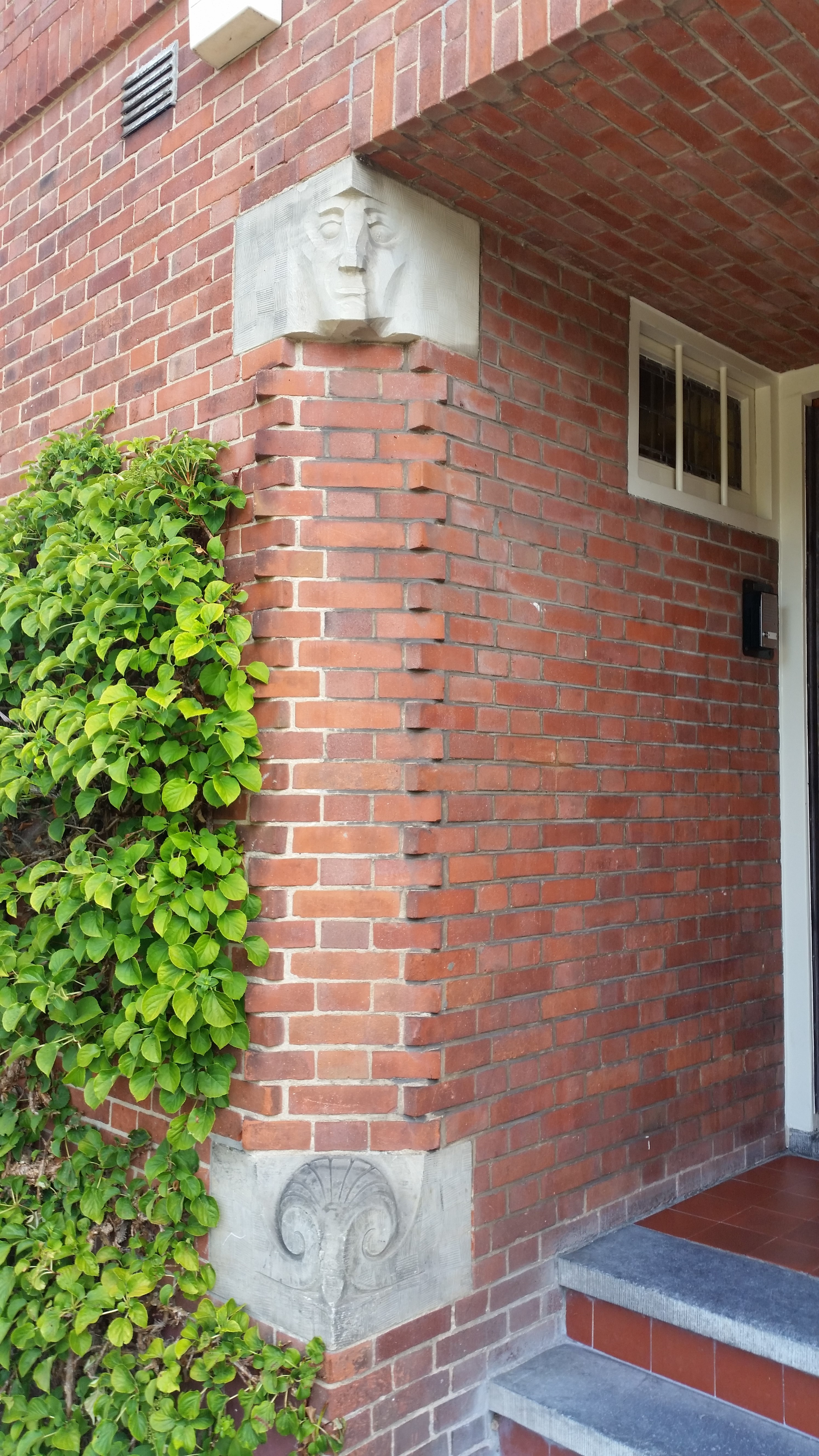
huisnummer 77: jongen, vermoedelijk Theo Vos (1924)
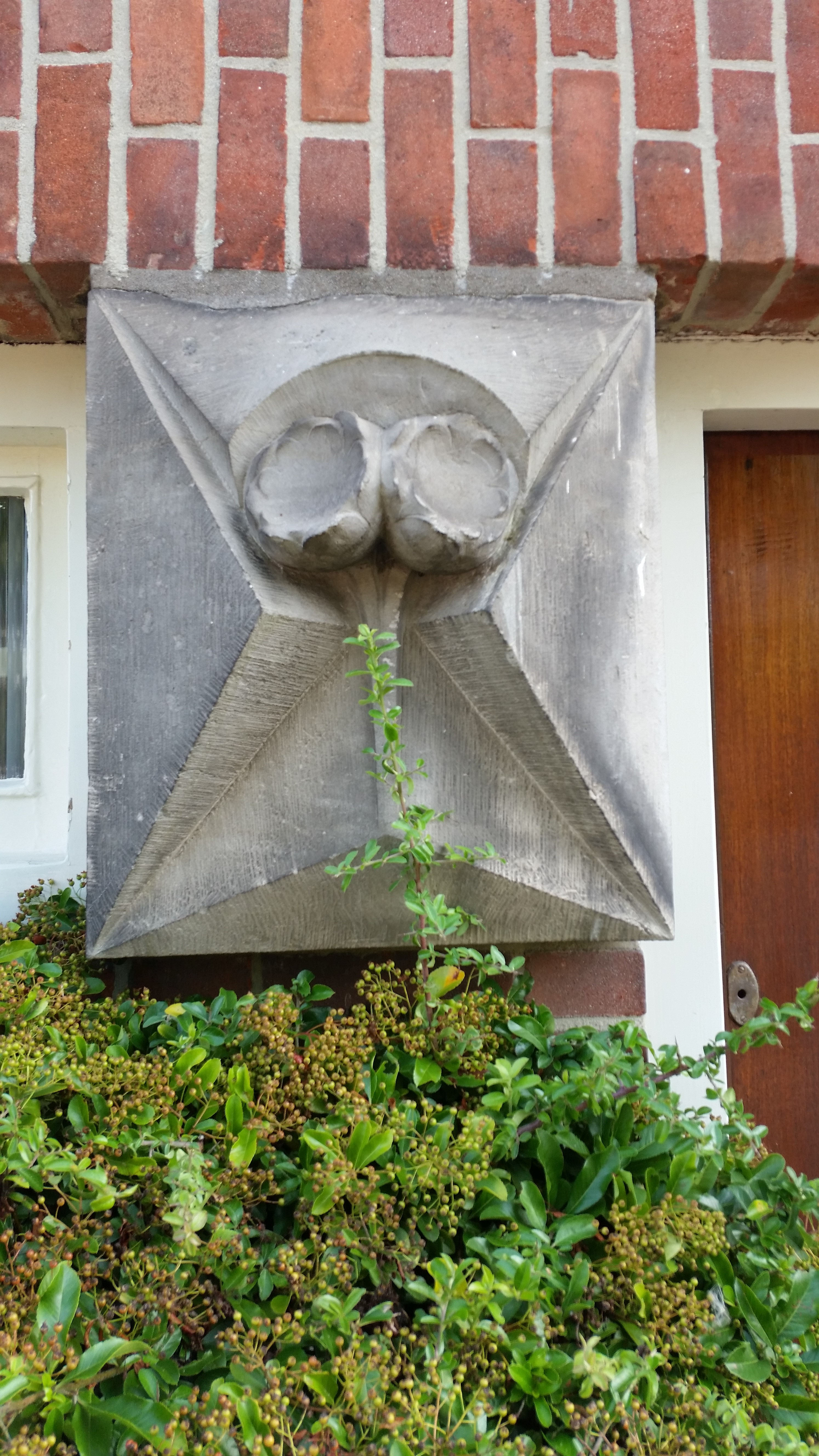
huisnummer 80: een van de twee gevelstenen, maker Theo Vos
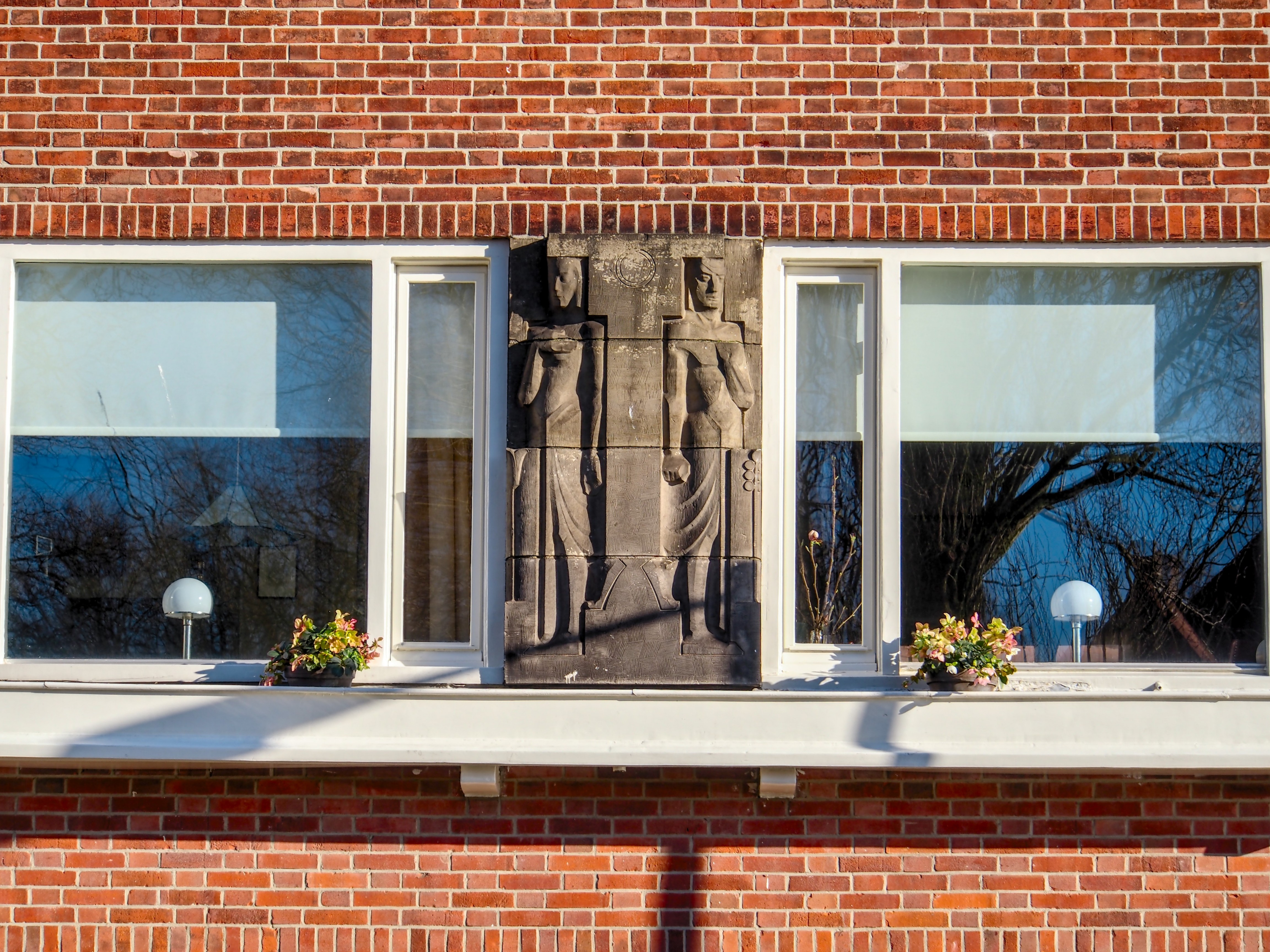
huisnummer 80: tableau van Theo Vos
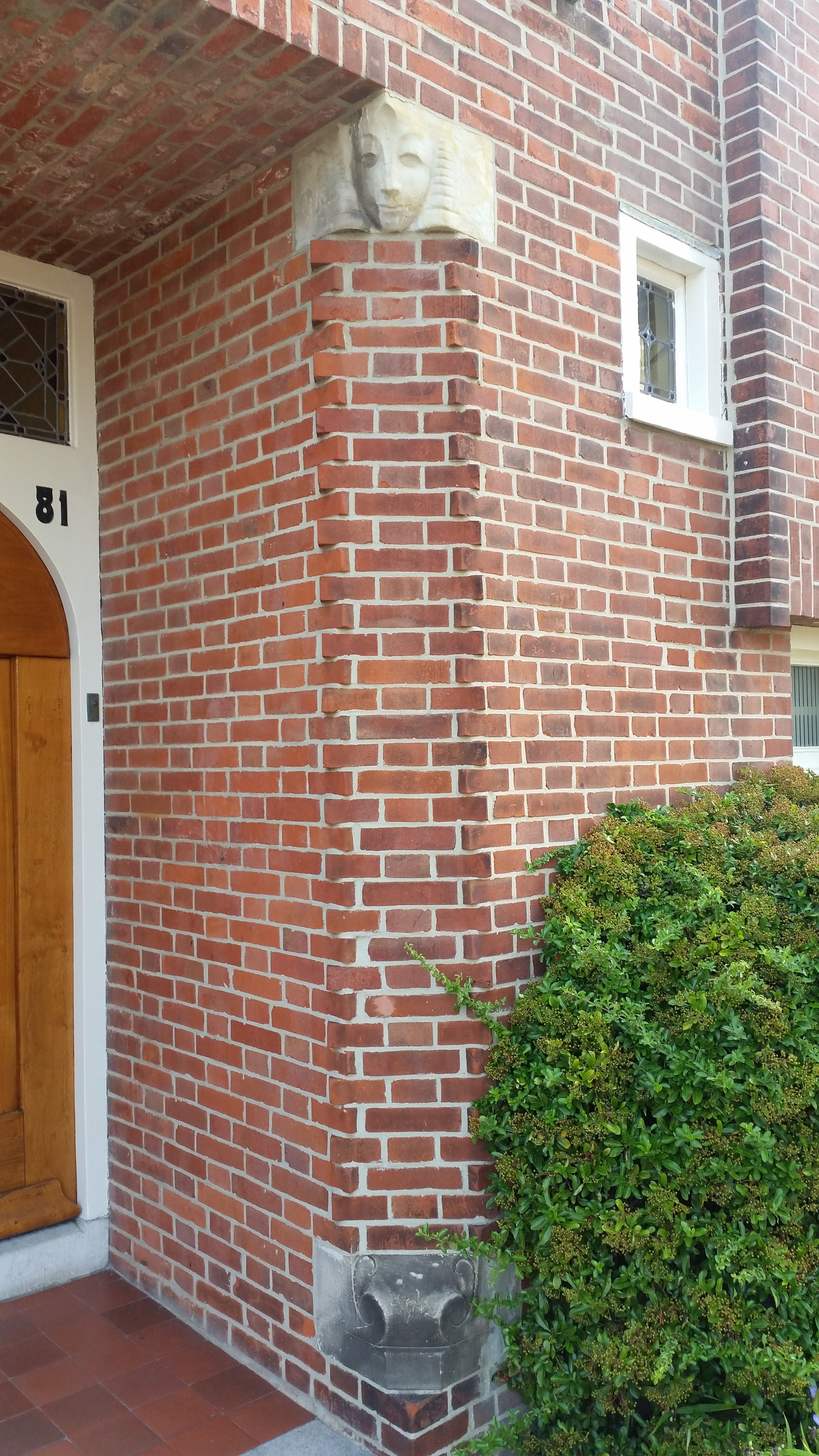
huisnummer 81: meisje, vermoedelijk van Theo Vos (1924)
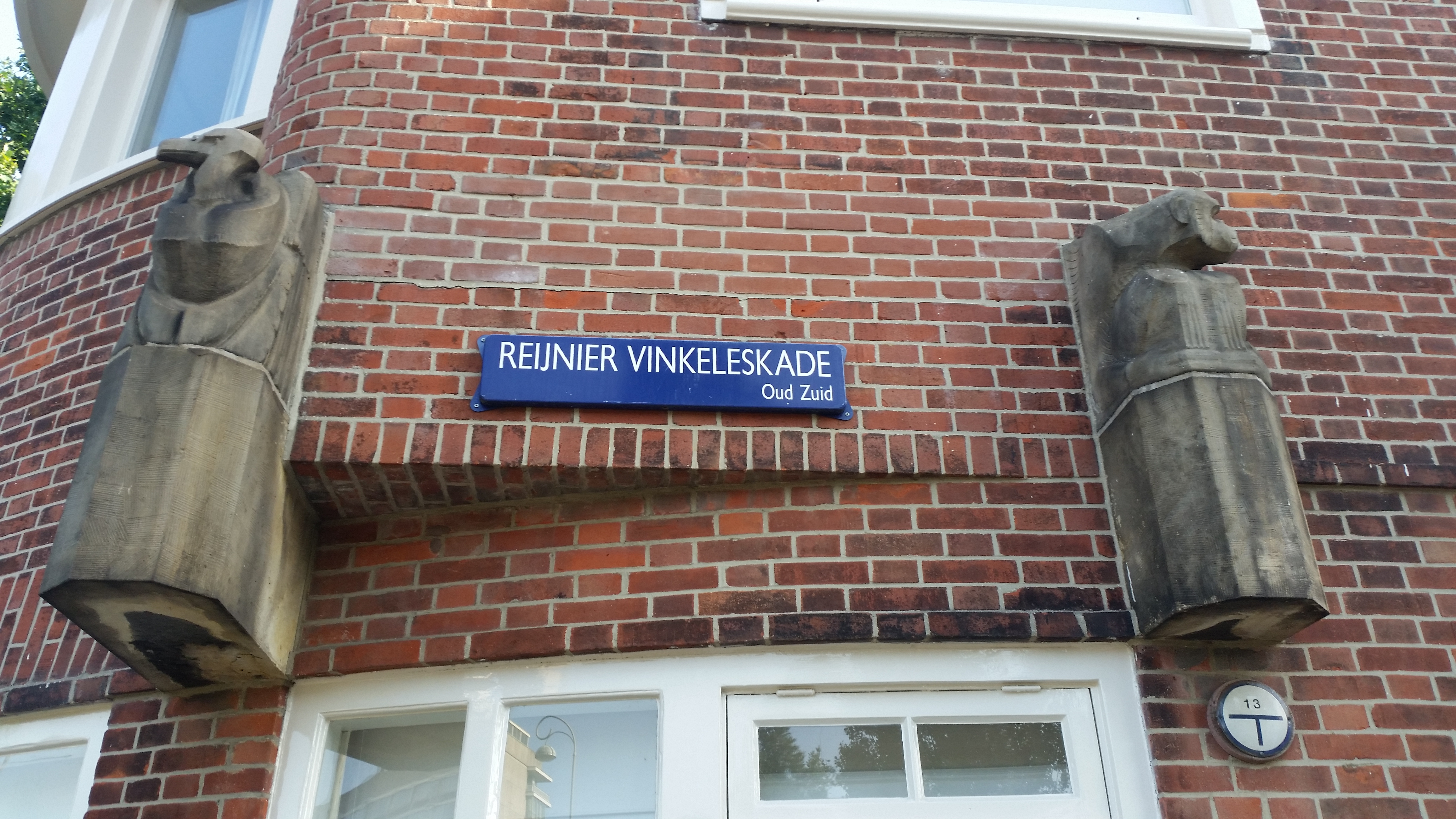
huisnummer 82: gier en aap van Theo Vos (1924)